# 1967 у Тернопільській області
| Роки в Тернопільській області 1920 • 1921 • 1922 • 1923 • 1924 • 1925 • 1926 • 1927 • 1928 • 1929 • 1930 • 1931 • 1932 • 1933 • 1934 • 1935 • 1936 • 1937 • 1938 • 1939 • 1940 • 1941 • 1942 • 1943 • 1944 • 1945 • 1946 • 1947 • 1948 • 1949 • 1950 • 1951 • 1952 • 1953 • 1954 • 1955 • 1956 • 1957 • 1958 • 1959 • 1960 • 1961 • 1962 • 1963 • 1964 • 1965 • 1966 • 1967 • 1968 • 1969 • 1970 • 1971 • 1972 • 1973 • 1974 • 1975 • 1976 • 1977 • 1978 • 1979 • 1980 • 1981 • 1982 • 1983 • 1984 • 1985 • 1986 • 1987 • 1988 • 1989 • 1990 • 1991 • 1992 • 1993 • 1994 • 1995 • 1996 • 1997 • 1998 • 1999 • → Див. також: XIX століття • XXI століття |

## Річниці

### Річниці від дня народження
- 3 січня — 100 років від дня народження української письменниці, публіцистки, педагога Євгенії Бохенської (1867—1944);
- 24 лютого — 120 років від дня народження українського фольклориста й етнографа Мелітона Бучинського (1847—1903);
- 18 квітня — 70 років від дня народження українського актора, режисера, педагога Мар'яна Крушельницького (1897—1963);
- 3 травня — 70 років від дня народження українського актора, режисера, театрального діяча Януарія Бортника (1897—1938);
- 15 травня — 110 років від дня народження українського адвоката, доктора права, письменника Андрія Чайковського (1857—1935);
- 26 травня — 60 років від дня народження українського церковного історика, літературознавця, публіциста, перекладача, видавця Теофіля Коструби (1907—1943);
- 8 червня — 120 років від дня народження українського педагога, громадського діяча Олександра Барвінського (1847—1926);
- 19 червня — 100 років від дня народження українського священика, композитора, хорового диригента Євгена Купчинського (1867—1938);
- 18 серпня — 80 років від дня народження української співачки, педагога Ганни Крушельницької (1887—1965);
- 23 серпня — 100 років від дня народження українського письменника, критика, публіциста, літературознавця, педагога, громадського діяча Осипа Маковея (1867—1925);
- 18 листопада — 120 років від дня народження українського економіста, статистика, поета, публіциста Володимира Навроцького (1847—1882);
- 3 грудня — 90 років від дня народження українського географа, академіка Степана Рудницького (1877—1937).

## Події
- 5 червня — Тернопільську область нагороджено орденом Леніна — за досягнення трудящих області в господарському і культурному будівництві[1][2]
- 25 серпня — в Заліщиках відбулися урочистості з нагоди 100-річчя з дня народження українського письменника Осипа Маковея

## З'явилися
- під керівництвом учителя біології місцевої школи Б. П. Пиндуса заснований «Настасівський дендропарк» у Настасові Тернопільського району
- 20 вересня — за ініціативою письменниці Іванни Блажкевич створений Денисівський районний краєзнавчий музей (Козівський район)
- 14 жовтня — рішенням виконкому Тернопільської обласної ради від № 734 об'єктом природно-заповідного фонду ботанічна оголошена пам'ятка природи місцевого значення «Куртина дуба червоного» поблизу Циганів Борщівського району
- 19 жовтня — рішенням виконкому Тернопільської обласної ради № 737 об'єктом природно-заповідного фонду ботанічна оголошена пам'ятка природи місцевого значення «Дуби Тараса Шевченка» поблизу села Суража Шумського району

### Видання
- Тернопільська обласна бібліотека імені Затонського (нині Тернопільська обласна універсальна наукова бібліотека) почала видавати «Календар знаменних і пам'ятних по Тернопільській області»
- 1 січня вийшов перший номер «Ровесник», орган обкому ЛКСМУ[3][4]
- у березні засновано газету Тернопільського району «Шляхом Ілліча», нині — «Подільське слово»

## Особи

### Померли
- 8 березня українська художниця Олена Кульчицька (нар. 1877);